# 47005 Ченмаолань
47005 Ченмаолань (47005 Chengmaolan) — астероїд головного поясу, відкритий 16 жовтня 1998 року.
Тіссеранів параметр щодо Юпітера — 3,335.